# Henning Julin
Henning Julin, född 3 september 1881 i Edsbergs socken i Närke, död 9 november 1967 i Stockholm, var en svensk byggnadsingenjör och arkitekt.

## Biografi
Henning Julin var anställd på Yxhults Stenhuggeri AB:s kontor i Stockholm och i Kumla 1896–1903. Efter praktik på byggen och arkitektkontor i Stockholm, med påföljande examen från Byggnadsyrkesskolan, anställdes han 1906 vid Stockholms stads husbyggnadsavdelning. Han verkade där fram till pensionen. Från 1931 var han byggnadsintendent vid Fastighetskontorets husbyggnadsavdelning och chef för dess underhållsbyrå.
Han utförde ritningarna till ett flertal byggnader i Stockholm.
Julin var mottagare av S:t Eriksmedaljen och sedan 1933 riddare av Vasaorden.

## Byggnadsverk i urval i Stockholm

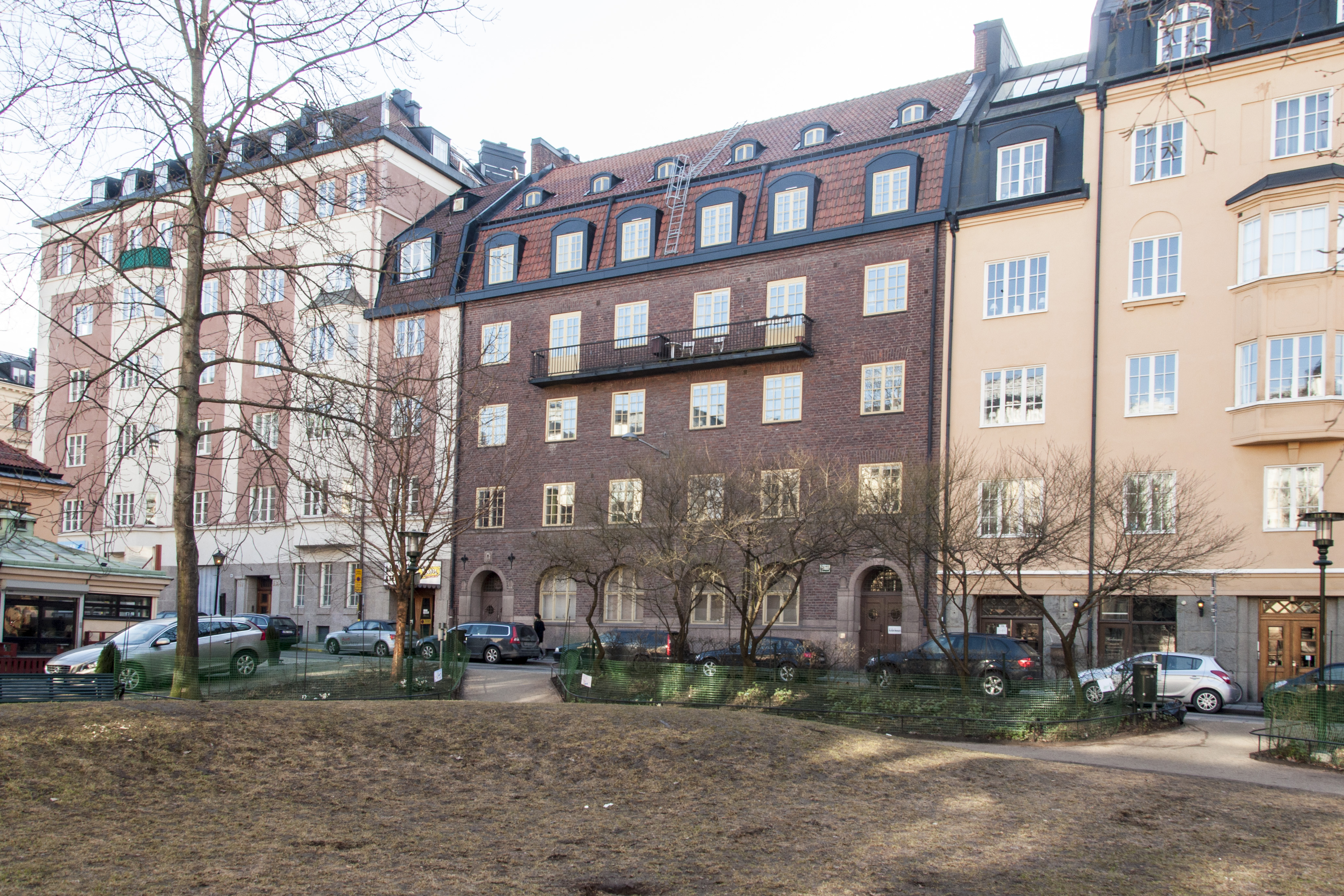
Målaren 2 (mitten). Fram till 1972 polisstation (9:e Polisdistriktet).

- Målaren 2, Surbrunnsgatan 21, 1914–1915
- Glöden 6, Gävlegatan 4, 1927–1928
- Sjöråen 3, Döbelnsgatan 43, 1928–1929
- Diligensen 4, Krukmakargatan 31, 1929–1930
- Päronträdet 11, Pontonjärgatan 4, 1931–1932